# Johnny Ringo
Johnny Ringo, född 3 maj 1850, död 13 juli 1882, var en amerikansk revolverman. 
Han var med i bröderna Clantons gäng. Han anklagades för ha varit med om att döda Morgan Earp 18 mars 1882, som hämnd för revolverstriden vid O.K. Corral.

14 juli 1882 hittades Johnny Ringo död vid ett träd i West Turkey Creek Valley, nära Chiricahua Peak, med en skottskada i tinningen. Grannarna hade hört ett skott kvällen före, 13 juli. Markägaren hittade honom med pistolen hängande från handen, och ett skott var avfyrat med den. Det slogs fast att det troligen var självmord. Han begravdes nära den plats där han hittades.

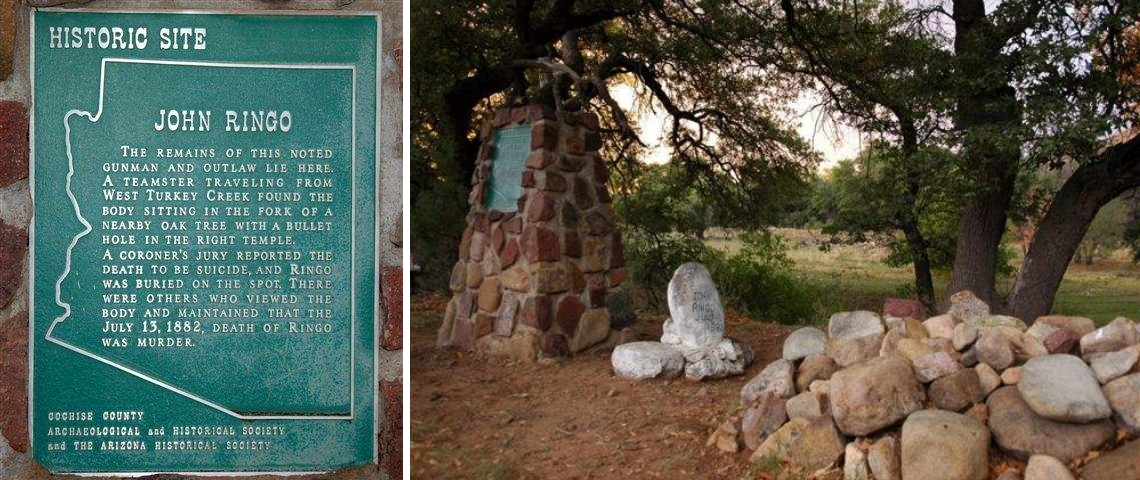
Minnestavla och grav för Johnny Ringo

I boken, I Married Wyatt Earp, som skulle var skriven av Josephine Earp, stod det att Wyatt Earp och Doc Holliday skulle ha återvänt till Arizona för att döda Ringo. Boken påstår att Holliday dödade Ringo med ett gevär på långt håll. Boken var en förfalskning skriven av en man vid namn Boyer.  Boyer som gjort boken svarade på kritiken. Han erkände att han skrivit boken, men vidhöll att det var vad han hört de berörda personerna säga om Johnny Ringos död, och att det var sant.

## Johnny Ringo-dagen
Johnny Ringo var född i Greens Fork, Indiana 3 maj 1850 och bodde där till familjen flyttade till Liberty, Missouri 1856. Johnny Ringo Days firas i Greens Fork i maj varje år.

## Filmer/Tv serier
- 1969 The High Chaparral,I två episoder spelad av Robert Viharo och Luke Askew.
- 1957 Sheriffen i Dodge City, Ringo spelas av John Ireland.
- 1993 Tombstone, Ringo spelas av Michael Biehn.
- 1994 Wyatt Earp, Ringo spelas av Norman Howell.